# Temnocerus tomentosus
Temnocerus tomentosus är en skalbaggsart som först beskrevs av Leonard Gyllenhaal 1839.  Temnocerus tomentosus ingår i släktet Temnocerus, och familjen rullvivlar. Arten är reproducerande i Sverige.